# Chris Wyles
Chris Wyles (13 de setembro de 1983) é um jogador de rugby sevens estadunidense.

## Carreira
Chris Wyles integrou o elenco da Seleção Estados Unidos de Rugbi de Sevens, na Rio 2016, que foi 9º colocada.